# Michael Mills
Michael Mills (Londres, 14 de gener de 1942) és un director de cinema canadenc d'origen anglès.

## Biografia
Després de sortir de l'escola, va assistir als Estudis d'Animació Griffin, va treballar amb Gaumont sota David Hand i es va incorporar al National Film Board of Canada el 1966. És aquí on es va fer el curtmetratge Evolution, pel qual Mills va rebre una nominació a l'Oscar al millor curtmetratge el 1972.
Mills també ha exercit com a productor de cinema des de 1949 i va produir les seves pròpies obres. El 1974 va fundar el seu estudi de producció Michael Mills Productions a Mont-real. A més de nombroses publicitats i produccions de televisió, Mills va continuar creant curtmetratges d'animació. La History of the World in Three Minutes Flat, creada el 1980, va ser nominada a l'Oscar el 1981 i va rebre l'Ós d'Or del 31è Festival Internacional de Cinema de Berlín com a Millor Curtmetratge.

## Filmografia (parcial)
- 1967: Tax Is Not a Four-letter Word
- 1970: Where There’s Smoke
- 1971: Evolution
- 1971: In a Nutshell
- 1972: Tilt
- 1973: Man: The Polluter
- 1974: The Happy Prince
- 1978: Canada Vignettes: The Horse
- 1980: S.P.L.A.S.H.
- 1980: History of the World in Three Minutes Flat